# David Benoit (musicista)
David Benoit (Bakersfield, 18 agosto 1953) è un pianista e compositore statunitense.

## Discografia parziale
- 1977 - Heavier Than Yesterday
- 1979 - Life Is Like a Samba
- 1980 - Can You Imagine
- 1982 - Stages
- 1983 - Digits
- 1983 - Christmastime
- 1984 - Waves of Raves
- 1986 - To: 87
- 1986 - This Side Up
- 1987 - Freedom at Midnight
- 1988 - Every Step of the Way
- 1989 - Urban Daydreams
- 1990 - Inner Motion
- 1991 - Shadows
- 1992 - Letter to Evan
- 1994 - The Benoit/Freeman Project
- 1995 - The Best of David Benoit 1987-1995
- 1996 - Remembering Christmas
- 1997 - American Landscape
- 1999 - Professional Dreamer
- 2002 - Here's to You, Charlie Brown: 50 Great Years!
- 2002 - Fuzzy Logic
- 2003 - Right Here, Right Now
- 2004 - The Benoit/Freeman Project 2
- 2006 - Full Circle
- 2008 - Heroes
- 2009 - Jazz for Peanuts
- 2010 - Earthglow
- 2012 - Conversation